# Rhinobothryum lentiginosum
Rhinobothryum lentiginosum, é uma espécie de falsa-coral da família Colubridae. Encontrada na Colômbia, Venezuela, Guiana, Brasil, Bolívia, Peru, Paraguai, Ecuador e Guiana Francesa.